# 璃瑜增一
璃瑜增一（γ Mic/显微镜座γ），是暗淡的南天星座显微镜座的最亮星。视星等4.68，太暗了无法在城市的夜空看见。该星的距离经由依巴谷卫星的视差测量，为229光年。
恒星分类G6III，它是一个G型的巨星。这是一个核心正在进行氦聚变的恒星，处于红群聚的演化阶段，但是它的金属量——就是氢氦以外元素的丰度，和其他这种类型的恒星相比不寻常的低。该星的表面温度为5,050K，发出黄色调的光芒。
该星被列为可能的大熊座移动星群成员，一群在空间中有相似位置和移动轨迹的恒星。从璃瑜增一的动向推算出大约380万年前，它距离太阳只有大约6光年。视星等达到-3，比现今的天狼星还要亮。
璃瑜增一有一个光学伴星，CCDM J21013-3215B，角距离26弧秒，位置角94°，视星等大约13.7。该星很可能不是与璃瑜增一引力束缚的，只是视线上的伴星。
显微镜座γ曾命名为南鱼座1。